# Воденово
Воденово (словен. Vodenovo) — поселення в общині Шмарє-при-Єлшах, Савинський регіон, Словенія. 
Висота над рівнем моря: 382,2 м.